# Halina Rozpondek
Halina Leokadia Rozpondek z domu Szymanek (ur. 25 maja 1950 w Częstochowie) – polska polityk, samorządowiec, z wykształcenia bibliotekoznawca, od 1995 do 1998 prezydent Częstochowy, posłanka na Sejm V, VI, VII i VIII kadencji.

## Życiorys
Ukończyła I Liceum Ogólnokształcące im. Juliusza Słowackiego w Częstochowie, następnie studia na Uniwersytecie Wrocławskim na kierunku bibliotekoznawstwo. Przez ponad 20 lat pracowała m.in. jako kustosz w bibliotece Politechniki Częstochowskiej i dyrektor Archiwum Państwowego w Częstochowie. W latach 80. związana z opozycją, współtworzyła struktury NSZZ „Solidarność” w częstochowskich zakładach włókienniczych „Elanex”. Była wiceprzewodniczącą komisji zakładowej w tym przedsiębiorstwie.
W 1990 została radną z listy częstochowskiego Komitetu Obywatelskiego. W radzie miejskiej zasiadała przez trzy kadencje do 2002. W 1995 zagłosowała za odwołaniem prezydenta Tadeusza Wrony, który wywodził się z Ligi Miejskiej, której również była członkinią. W latach 1995–1998 była prezydentem Częstochowy. Podjęła pracę jako wykładowczyni na Politechnice Częstochowskiej oraz w Wyższej Szkole Pedagogicznej w Częstochowie. W 2002 została wybrana na radną sejmiku śląskiego z listy koalicji POPiS, złożyła mandat wkrótce po wyborach, obejmując funkcję zastępcy prezydenta miasta przy Tadeuszu Wronie. Stanowisko to zajmowała do 2005.
Z listy Platformy Obywatelskiej w okręgu częstochowskim w wyborach parlamentarnych w 2001 bez powodzenia kandydowała do Sejmu, a w wyborach w 2005 została wybrana na posłankę V kadencji, otrzymując 9949 głosów. W 2006 kandydowała w wyborach na urząd prezydenta Częstochowy, uzyskała drugi wynik (23,89% poparcia). W drugiej turze wyborów przegrała z ubiegającym się o reelekcję Tadeuszem Wroną, otrzymując 39,2% głosów.
W wyborach parlamentarnych w 2007 po raz drugi uzyskała mandat poselski z najlepszym indywidualnym wynikiem w okręgu (42 951 głosów). 14 listopada tego samego roku została wiceprzewodniczącą sejmowej Komisji Samorządu Terytorialnego i Polityki Regionalnej.
Zaczęła również prowadzić zajęcia w Instytucie Administracji Akademii im. Jana Długosza w Częstochowie. W maju 2010 została tymczasowym prezesem zarządu „Wspólnoty Polskiej”, miesiąc później prezesem stowarzyszenia został Longin Komołowski.
W 2011 kandydowała w wyborach parlamentarnych z 1. miejsca na liście komitetu wyborczego Platformy Obywatelskiej w okręgu wyborczym nr 28 w Częstochowie i ponownie uzyskała mandat poselski. Oddano na nią 23 722 głosy (10,57% głosów oddanych w okręgu).
W wyborach w 2015 została ponownie wybrana do Sejmu, otrzymując 10 115 głosów. W Sejmie VIII kadencji została członkinią Komisji Samorządu Terytorialnego i Polityki Regionalnej oraz Komisji Łączności z Polakami za Granicą. W wyborach w 2019 nie uzyskała poselskiej reelekcji.